# Smaragdina affinis
Smaragdina affinis là một loài bọ cánh cứng trong họ Chrysomelidae. Loài này được Illiger miêu tả khoa học năm 1794.

## Hình ảnh

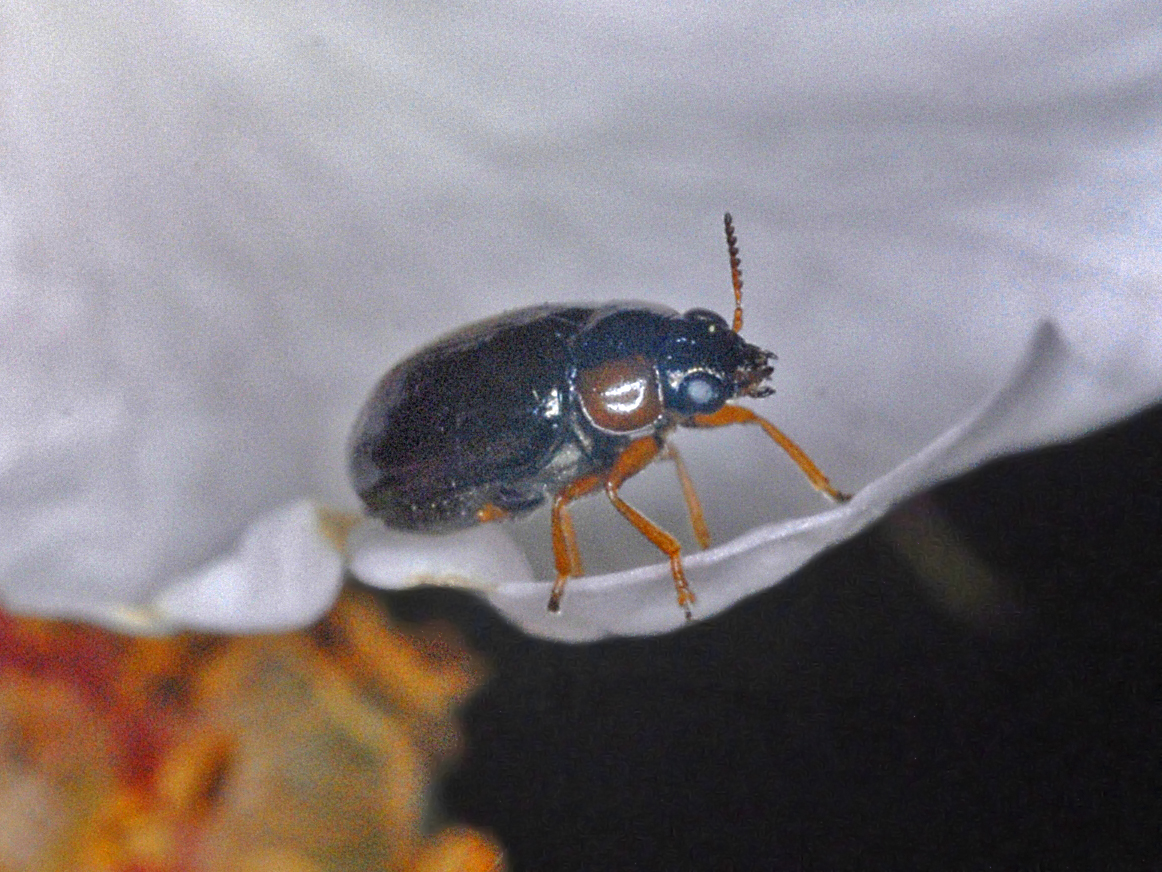
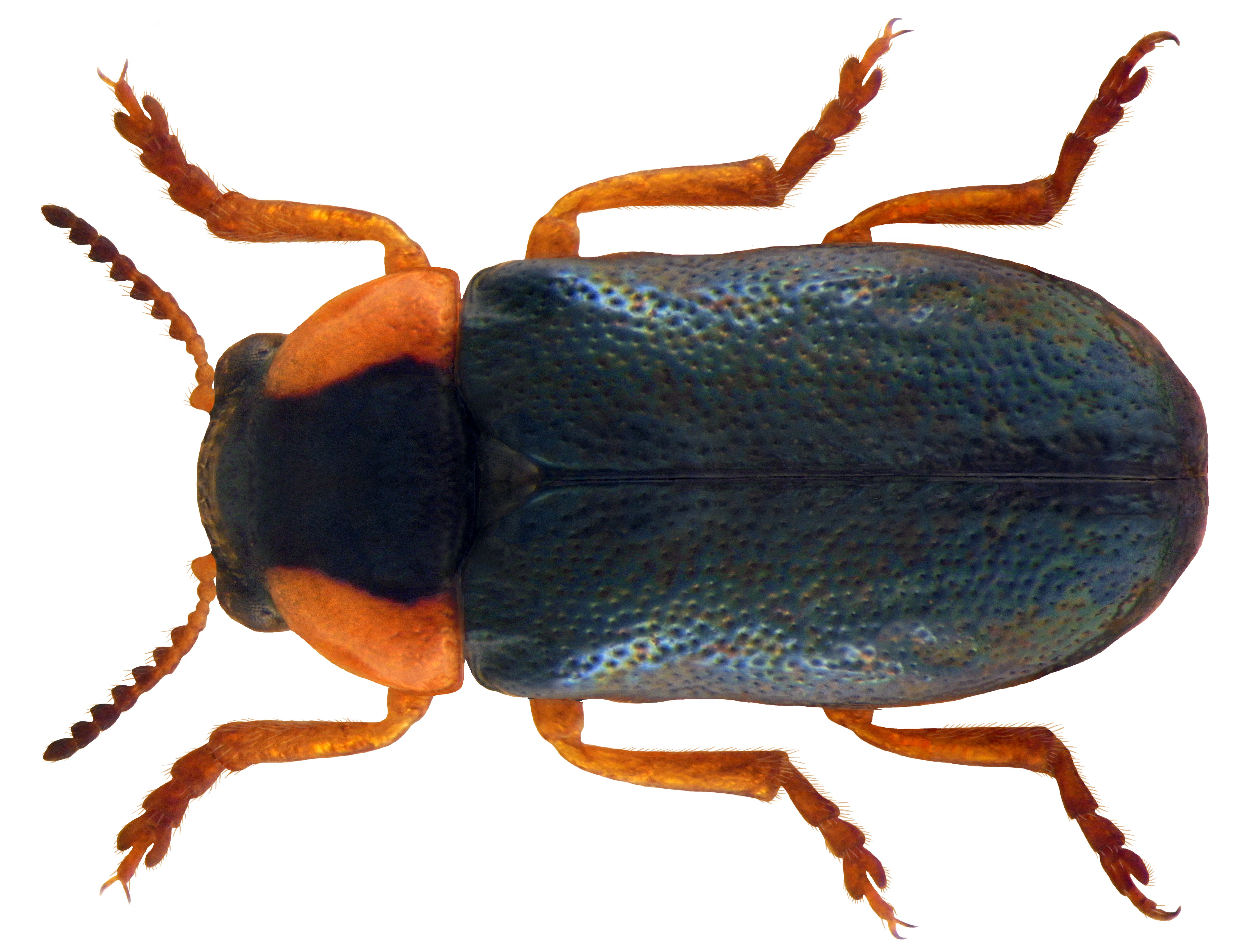